# املاک (فیلم ۲۰۱۸)
املاک (سوئدی: Toppen av ingenting) فیلمی در ژانر درام است که در سال ۲۰۱۸ منتشر شد.